# Rita, Rita, Rita
Rita, Rita, Rita è un film del 1983 diretto da Lewis Gilbert.

## Trama
A Liverpool la ventisettenne cockney Susan (ma che preferisce farsi chiamare Rita) decide di completare la propria istruzione di base prima di avere figli, come le consiglia e il marito Denny. Si iscrive a un corso di letteratura inglese presso la Open University e qui conosce il professore di mezza età Frank Bryant, marito infelice con problemi di alcolismo. Rita troverà in Frank un pigmalione, quest'ultimo troverà nell’esuberante studentessa un motivo per tornare ad amare il proprio lavoro.

## Riconoscimenti
- 1984 - Premio Oscar
  - Nomination Miglior attore protagonista a Michael Caine
  - Nomination Miglior attrice protagonista a Julie Walters
  - Nomination Migliore sceneggiatura non originale a Willy Russell
- 1984 - Golden Globe
  - Miglior attore in un film commedia o musicale a Michael Caine
  - Migliore attrice in un film commedia o musicale a Julie Walters
  - Nomination Miglior film straniero (Inghilterra)
  - Nomination Migliore sceneggiatura a Willy Russell
- 1984 - Premio BAFTA
  - Miglior film
  - Miglior attore protagonista a Michael Caine
  - Migliore attrice protagonista a Julie Walters
  - Nomination Migliore attrice non protagonista a Maureen Lipman
  - Nomination Migliore attore o attrice debuttante a Julie Walters
  - Nomination Migliore sceneggiatura a Willy Russell